# Viva Technology
Viva Technology, o VivaTech, è un incontro annuale dedicato all'innovazione tecnologica e alle startup fondato nel 2016. Si svolge ogni anno al Paris Expo Porte de Versailles a Parigi, Francia ed è organizzato dai gruppi Les Échos e Publicis. Il primo Tre giorni di VivaTech si rivolge esclusivamente a start-up, investitori, manager, studenti e accademici. Il quarto giorno la manifestazione apre al grande pubblico.
L’edizione 2023 ha raggiunto un record attirando più di 150.000 visitatori durante tutta la durata della manifestazione, quasi 60.000 in più rispetto all’edizione precedente. Ciò significa che il numero di visitatori di Viva Tech nel 2023 supererà quello del CES, fiera di riferimento nel campo delle nuove tecnologie che si tiene ogni anno a Las Vegas.